# Acroceras zizanioides
Espèce
Acroceras zizanioides est une espèce de plantes monocotylédones de la famille des Poaceae, sous-famille des Panicoideae, originaire des régions tropicales d'Afrique, d'Asie et d'Amérique.
Ce sont des plantes herbacées vivaces, aux tiges  (chaumes) décombantes, de 30 à 100 cm de long.
Acroceras zizanioides est une mauvaise herbe largement répandue en Afrique dans les rizières de plaine et les zones humides aussi bien des régions de forêt que de savane.
La plante est classée comme mauvaise herbe « principale » à Tobago et considérée comme une menace pour les forêts et zones humides des régions tropicales des États-Unis.

## Synonymes
Selon Catalogue of Life (23 juillet 2017) :
- Acroceras oryzoides Stapf
- Echinochloa zizanioides (Kunth) Roberty
- Panicum balbisianum Schult.
- Panicum dioecum Spreng., nom. superfl.
- Panicum grandiflorum Trin. ex Nees, nom. nud.
- Panicum guluense Vanderyst
- Panicum lutetense K.Schum.
- Panicum melicoides Poir.
- Panicum ogowense Franch.
- Panicum oryzoides Sw., nom. illeg.
- Panicum poiforme Poir.
- Panicum pseudoryzoides Steud.
- Panicum subspicatum Desv., nom. superfl.
- Panicum zizanioides Kunth
- Panicum zizanioides var. microphyllum Döll